# Moraea aspera
Moraea aspera är en irisväxtart som beskrevs av Peter Goldblatt. Moraea aspera ingår i släktet Moraea och familjen irisväxter. Inga underarter finns listade i Catalogue of Life.